# Królestwo Polskie (1830–1831)
Królestwo Polskie (1830–1831) – okres w historii Królestwa Polskiego, od detronizacji cesarza Rosji Mikołaja I Romanowa z tronu Królestwa Polskiego i zerwania tym samym unii personalnej z Imperium Rosyjskim, do zakończenia powstania listopadowego. Nie był to nowy twór polityczny, a jedynie nowa koncepcja istnienia państwa głosząca m.in. zerwanie z jakąkolwiek zależnością od Imperium Rosyjskiego i jego cesarza.

## Tymczasowy ustrój
Królestwo Polskie zachowało Konstytucję Królestwa Polskiego (1815) z wyłączeniem artykułów wiążących Królestwo z Imperium Rosyjskim przez osobę cesarza-króla. Ustrój Królestwa Polskiego zmienił się w wyniku uchwał  Sejmu powstańczego, obradującego w warunkach otwartej wojny polsko-rosyjskiej.
Aktami prawnymi, które legły u podstaw funkcjonowania nowych władz polskich, były: uchwała sejmowa z 18 grudnia 1830, uznająca powstanie za narodowe, uchwała Sejmu o detronizacji Mikołaja I z 25 stycznia 1831, uchwała powołująca Rząd Narodowy z 29 stycznia 1831, uchwała o przysiędze homagialnej narodu polskiego z 8 lutego 1831.

## Symbole państwa
7 lutego 1831 Izba Poselska sejmu powstańczego większością głosów przyjęła kokardę biało-czerwoną jako barwę narodową, przyjmując argumentację posła Walentego Zwierkowskiego, że herb Polski przedstawia Orła Białego w czerwonym polu. Projekt ten jednomyślnie poparł Senat i tego samego dnia wprowadził go w życie.